# Павел Каракулаков
Павел Симеонов Каракулаков е български учител, строителен инженер и общественик от края на XIX век.

## Биография
Павел Каракулаков е роден на 20 юни 1861 в Болград, Бесарабия. Възпитаник е на Болградската гимназия и учителски институт в Одеса, Руска империя.
През учебната 1878 – 1879 г. е назначен за учител по музика в Разград. Там той основава ученически църковен хор, който на 25 декември 1878 г. представя първото хорово изпълнение в града. Павел Каракулаков е един от най-активните деятели на читалището.
Продължава образованието си и завършва строително инженерство в Мюнхен, Германска империя. През 1896 г. Каракулаков е началник на техническото отделение във Варненския градски съвет и председател на местно строително дружество. Проектира и строи несъществуващата днес сграда на Старата поща на площад „Независимост“ във Варна. Изготвя регулационен план на града.
Работи в общинската управа в Пловдив. През 1909 г. Каракулаков е завеждащ отделение в Министерството на обществените сгради. През този период той завежда съдебен иск срещу варнеската община за неправомерното му уволнение от поста началник на варненското техническо отделение и неизпълнение на контракта за построяването на пощенската станция.

### Семейство
Израства с братята си Димитър и Цани. Баща е на полковник Николай Каракулаков и Симеон Каракулаков. Майка му Кръстина умира през 1897 г.
Павел Каракулаков умира в София през 1915 г.